# (36927) 2000 SJ216
2000 SJ216 (asteroide 36927) é um asteroide da cintura principal. Possui uma excentricidade de 0.19149950 e uma inclinação de 8.54602º.
Este asteroide foi descoberto no dia 26 de setembro de 2000 por LINEAR em Socorro.